# Местергази, Елена Георгиевна
Елена Георгиевна Местергази (род. 1967, Калуга) — русский литературовед, литературный критик. Специалист в области теории литературы, русской литературы XIX—XXI вв.; исследователь жизни и творчества В. С. Печерина.
Доктор филологических наук (2008). Автор 4 монографий, более 50 научных статей, редактор и член редколлегий нескольких сборников статей отечественных ученых.

## Биография
1991 — окончила факультет журналистики Московского государственного университета им. М. В. Ломоносова
1991—1997 — очная аспирантура в Отделе теории литературы Института мировой литературы им. А. М. Горького (ИМЛИ) РАН
1998 — защитила кандидатскую диссертацию и принята на работу в качестве научного сотрудника Отдела теории литературы ИМЛИ РАН
2000—2011 — старший научный сотрудник Отдела теории литературы ИМЛИ РАН
2006—2007 — ученый секретарь Отдела теории литературы ИМЛИ РАН
2008 — защитила докторскую диссертацию по специальности: теория литературы, текстология.
27 мая 2008 — инициатор и организатор проведения круглого стола «Литература и документ: теоретическое осмысление темы» в ИМЛИ РАН.
23 апреля 2010 — инициатор и организатор проведения второго круглого стола «Литература и документ: теоретическое осмысление темы» в ИМЛИ РАН.

## Научная деятельность
Е. Г. Местергази — признанный авторитет в изучении документального начала в литературе. Её монография «Литература нон-фикшн / non-fiction. Экспериментальная энциклопедия. Русская версия» обозначила новую веху в исследовании «документалистики» в России. Эта работа представляет собой первый отечественный опыт обобщения и систематизации проблематики, связанной с феноменом «невымышленной» прозы. Впервые была предпринята попытка дать целостную картину развития такого рода литературы, описать и систематизировать существующую терминологию, рассмотреть комплекс теоретико-литературных проблем, связанных с изучением такого рода произведений. В сферу научных интересов Е. Г. Местергази также входит анализ биографии писателя и проблем жизнетворчества. Почти четверть века Е. Г. Местергази посвятила изучению судьбы и творчества одного из первых русских эмигрантов, поэта, филолога, автора «Замогильных записок» Владимира Сергеевича Печерина (1807—1885). Плод этой работы — две монографии, в которых Печерин рассматривается и как писатель с биографией, и как персонаж русской культуры.

## Книги
1. Местергази Е. Г. Документальное начало в литературе XX века : монография / Е. Г. Местергази. М.: Флинта: Наука. 2006. — 160 с.  ISBN 5-9765-0184-2
Рец.: Гущина Нина. В основе — документ // Московская правда. № 240 (25537). 31 октября 2006 г. С. 4;
Рец.: Модестов Николай. Факт и вымысел // Московская среда. № 41 (196). 8-14 ноября 2006 г. С. 18;
Рец.: Сагдатов Айрат. Любителям словесности // Российская газета. Союз Беларусь-Россия. № 281 (4247). 14 декабря 2006 г. С. III;
Рец.: Давыдов Данила. Два в одном // Книжное обозрение. 2007. № 3-4 (2117—2118). С. 9.
2. Местергази Е. Г. Теоретические аспекты изучения биографии писателя (В. С. Печерин) : монография / Е. Г. Местергази; пер. с фр. И. В. Местергази. М.: Флинта: Наука, 2007. — 160 с. ISBN 978-5-9765-0164-5
Рец.: Андрей Мирошкин. «И на Запад я пошел…» // Книжное обозрение. 2007. № 25/26. С.11.
Рец.: Сергей Кормилов. Местергази Е. Г. Теоретические аспекты изучения биографии писателя (В. С. Печерин). М.: Флинта: Наука, 2007. — 160 с. // Вестник Московского ун-та. Серия 9: Филология. 2009. № 2. Март-апрель. С. 173—178.
3. Местергази Е. Г. Литература нон-фикшн / Non-fiction. Экспериментальная энциклопедия. Русская версия. М.: Совпадение, 2007. — 340 c. (Издано при финансовой поддержке Федерального агентства по печати и массовым коммуникациям в рамках Федеральной целевой программы «Культура России»). ISBN 978-5-903060-53-5
Рец.: Ольга Балла. По ту сторону алфавита. О невыдуманном — с чистого листа // Независимая газета. Ex Libris. 20.03.2008.№ 10. С. 10.
Рец.: Алла Большакова. Выскажись, и мир изменится //Литературная газета. 09.04.2008. № 15 (6167).
Рец.: Александр Герасимов. Фактоведение: между истиной и фальшью // Московская правда. 15.04.2008.
4. Местергази Е. Г. В. С. Печерин как персонаж русской культуры. М.: Совпадение, 2013. — 296 с. ISBN 978-5-903060-69-6
Рец.: Марков Александр. Баллада о духовном солдате / Книга недели // Русский Журнал. 10.12.12.
Рец.: Егорунин Александр. Согражданин будущих времен // Московская правда. 13 декабря 2012.

## Научное редактирование
Сквозников В. Д. Против декадентства. Статьи разных лет / Научн. ред. Е. Г. Местергази. М., 2007. — 472 с.
Рец.: Большакова Алла. [Рец. на кн.:] В. Сквозников. «Против декадентства» // Слово. 28.03.2008.
Рец.: Давыдов Данила. Не только Пушкин // Книжное обозрение. 2008. № 14 (2180). С. 15.

## Публикации
1. Зыкова В. И., Михайлов В. А. Светлой памяти сына. Воспоминания родителей А. В. Михайлова / Публикация Местергази Е. Г. // Литературоведение как проблема. Труды Научного совета «Наука о литературе в контексте наук о культуре». Памяти Александра Викторовича Михайлова посвящается. М., 2001. С. 7-34.
2. Михайлов А. В. Стенограмма доклада «Несколько тезисов о теории литературы», сделанного 20 января 1993 года на заседании Научного совета «Наука о литературе в контексте наук о культуре» / Публикация Местергази Е. Г. // Там же. С. 201—223.
3. Михайлов А. В. Несколько тезисов о теории литературы / Публикация Местергази Е. Г. // Там же. С. 224—279.
4. Сабуров А. А. Печерин и «Братья Карамазовы» / Публикация, вступит. статья и примеч. Местергази Е. Г. // Достоевский: дополнения к комментарию. Ин-т мировой литературы им. А. М. Горького / Под ред. Т. А. Касаткиной . М., 2005. С. 487—508.
5. Шкловский В. Б. Герои Достоевского. 10 октября 1921 г. / Публикация и комментарии Е. Г. Местергази // Вольная философская ассоциация : 1919—1924 / подгот. Е. В. Иванова при участии Е. Г. Местергази. М., 2010. C. 327—362.
6. Штейнберг А. З. Достоевский как философ. 16 октября 1921 г. / Публикация и комментарии Е. Г. Местергази // Там же. С. 363—419.
7. Иванов-Разумник. Достоевский, К. Леонтьев и идея всемирной революции. 13 ноября 1921 г. / Публикация и комментарии Е. Г. Местергази // Там же. С. 420—471.
8. Литература и документ: теоретическое осмысление темы (материалы «круглого стола») / Подгот. Е. Г. Местергази // Литературная учеба. 2009. № 1. С. 198—210.
9. Круглый стол «Литература и документ» / Подгот. Е. Г. Местергази // Книжное обозрение. 14(2284). 14 июня — 27 июня 2010. С.

## Редакционно-издательская деятельность
1. НАЧАЛО. Сборник работ молодых ученых. Вып. IV. М., 1998. — 416 с. [Член редколлегии ]
2. Литературоведение как проблема. Труды Научного совета «Наука о литературе в контексте наук о культуре». Памяти Александра Викторовича Михайлова посвящается. М., 2001. — 600 с. [Отв. редактор]
3. Теория литературы. Т. IV. Литературный процесс. М., 2001. — 624 с. [Член редколлегии тома]
4. Теоретико-литературные итоги XX в. М., 2003. Т. 1. Лит. произведение и художественный процесс. — 373 с. [Ученый секретарь издания; член редколлегии тома]
5. Теоретико-литературные итоги XX в. М., 2003. Т. 2. Художественный текст и контекст культуры. — 447 с. [Ученый секретарь издания; член редколлегии тома]
6. Вольная философская ассоциация : 1919—1924 / подгот. Е. В. Иванова при участии Е. Г. Местергази. М., 2010. — 483 с.